# Tetramorium amentete
Tetramorium amentete är en myrart som beskrevs av Bolton 1980. Tetramorium amentete ingår i släktet Tetramorium och familjen myror. Inga underarter finns listade i Catalogue of Life.